# دومينيك تشميدت

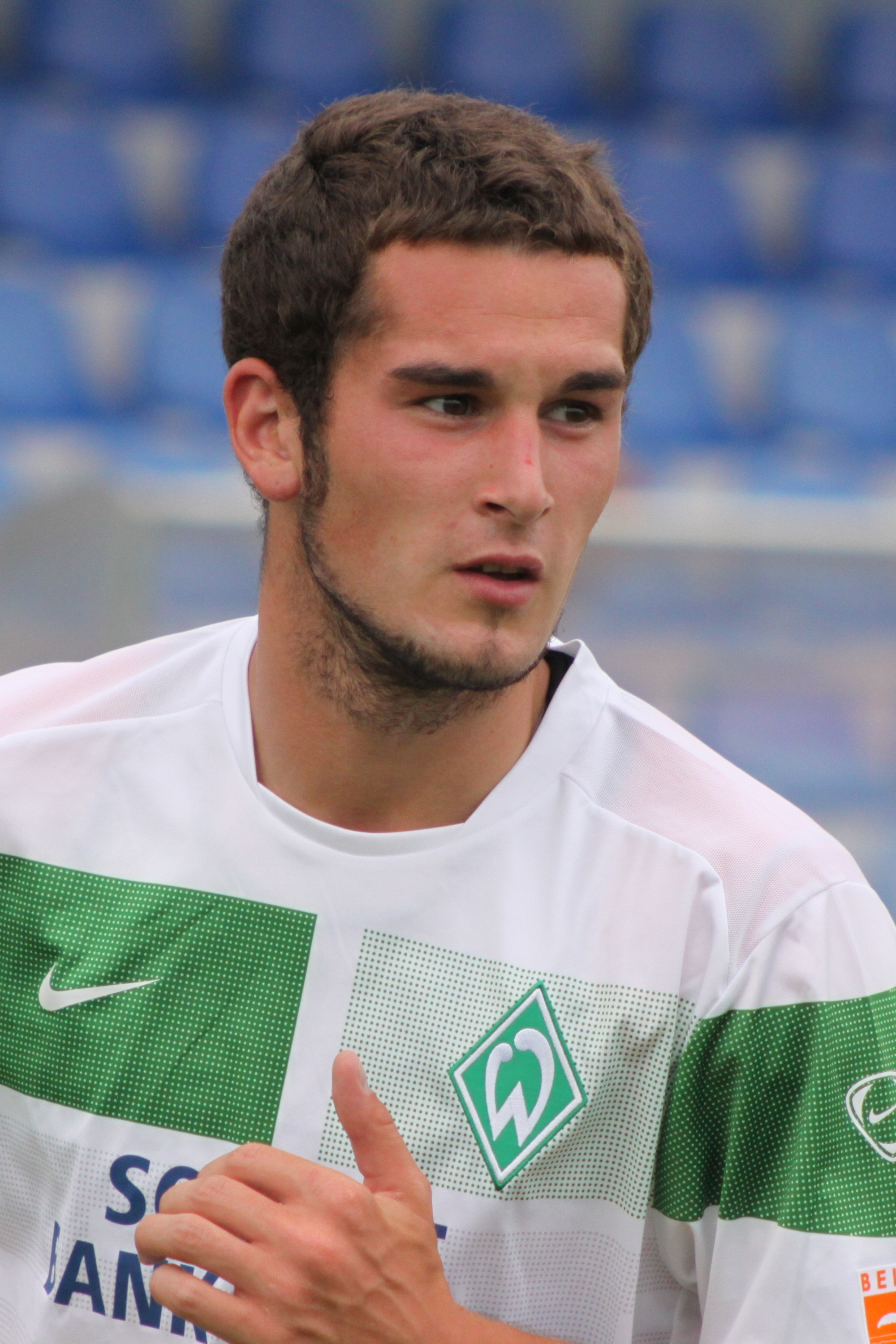

دومينيك تشميدت (بالألمانية: Dominik Schmidt)‏ (مواليد 1 يوليو 1987 في برلين - ألمانيا الغربية) لاعب كرة قدم ألماني يلعب حاليا لصالح نادي الدرجة الأولى فيردر بريمين الألماني منذ 2006 في مركز قلب الدفاع .

## روابط خارجية
- دومينيك تشميدت على موقع قاعدة بيانات كرة القدم.إي يو (الإنجليزية)
- دومينيك تشميدت على موقع بيانات كرة القدم. دي إي (الألمانية)
- دومينيك تشميدت على موقع Soccerway.com (الإنجليزية)
- دومينيك تشميدت على موقع عالم كرة القدم.نت (الإنجليزية)